# 協音
協音（粵拼︰hip3 jam1），粵語口語稱作啱音，是一部分聲調語言中所需要的填詞技巧，使得每句歌詞的聲調走向與該段旋律的音高起伏一致（在每句內部形成一致即可）。若某種語言有較多聲調變化（如粵語），則不協音（即拗音）的歌詞容易讓聽者無法正確辨識詞義。協音的概念與填寫古詩詞所要求的平仄或粵曲填詞所講求的合尺（粵拼︰ho4 ce1）相類似，惟「協音」一詞僅指現代音樂的填詞合樂技巧。絕大多數的粵語歌詞都是協音的。

## 中文

### 粵語
粵語廣州話擁有九聲六調（六種聲調輪廓），能夠構成「高、亢、下、沉」(最高、中、低、最低) 的完整四聲音階。
| 音階（五度標記法） | 聲調 /五度標記法（例字/粵拼） | 聲調 /五度標記法（例字/粵拼） | 聲調 /五度標記法（例字/粵拼） |
| 高（5）            | 陰平聲 55（詩 si1）           | 陰入聲 5（昔 sik1）           | 陰上聲 35（史 si2）           |
| 亢（3）            | 陰去聲 33（試 si3）           | 中入聲 3（洩 sit3）           | 陽上聲 23（市 si5）           |
| 下（2）            | 陽去聲 22（事 si6）           | 陽入聲 2（食 sik6）           |                               |
| 沉（1）            | 陽平聲 21（時 si4）           |                               |                               |

標示類似音階有幾種辦法，若由低至高排列（即上表的「沉下亢高」次序），包括有：「零、二、四、三」、「零、六、五、一」 、「藍、綠、翠、(紫)青」等。
動畫電影《麥兜故事》中，主角們就讀的春田花花幼稚園的校歌被故意寫成不協音以產生幽默效果，例如首句「我們是快樂的好兒童」會被聽成「鵝滿是快烙滴好耳痛」。

### 官話
由於官話（包括普通話、國語、華語等）只有四個聲調，並不足以構成完整的音階，所以華語歌曲填詞大多不考慮聲調的問題。

## 外部連結
- 粵語填詞之苦與樂─其之一：寫粵語詞的難點(一)
- 粵語填詞之苦與樂─其之二：寫粵語詞的難點(二)
- 不協音，何以填詞？[永久]
- 粵語歌詞的「平仄」──零二四三（溯源篇）〔黃志華編〕
- 0243.hk 粵語協音輔助器 （页面存档备份，存于）、搵嘢方法。
- 粵語押韻機器，助你押韻填詞、說唱。